# Phlogacanthus grandis
Phlogacanthus grandis är en akantusväxtart som beskrevs av Richard Henry Beddome. Phlogacanthus grandis ingår i släktet Phlogacanthus och familjen akantusväxter. Inga underarter finns listade i Catalogue of Life.